# Кетш (гмина)
Кетш (пол. Kietrz) — городско-сельская гмина (волость) в Польше, входит как административная единица в Глубчицкий повет, Опольское воеводство. Население — 11 494 человека (на 2011 год).

## Демография
Население гмины по состоянию на 2011 год:
| Перепись            | Всего  | Мужчины | Женщины |
| ------------------- | ------ | ------- | ------- |
| Всего               | 11 494 | 5577    | 5917    |
| Городское население | 6267   | 2976    | 3291    |
| Сельское население  | 5227   | 2601    | 2626    |

## Сельские округа
1. Хрусцелюв
2. Дзержыслав
3. Козлувки
4. Люботынь
5. Людмежице
6. Наседле
7. Нова-Цереквя
8. Пильщ
9. Рогожаны
10. Розумице
11. Сцибожице-Вельке
12. Войновице
13. Гневковице
14. Новы-Двур

## Соседние гмины
1. Гмина Баборув
2. Гмина Бранице
3. Гмина Глубчице
4. Гмина Петровице-Вельке